# Erzbistum Bhopal
Das Erzbistum Bhopal (lat.: Archidioecesis Bhopalensis) ist eine Erzdiözese der römisch-katholischen Kirche in Indien.

## Geschichte
Die Erzdiözese wurde am 13. September 1963 aus Gebieten der Bistümer Ajmer und Jaipur, Indore und Jabalpur errichtet, nachdem Bhopal Hauptstadt des Bundesstaates Madhya Pradesh geworden war.

## Erzbischöfe von Bhopal
- Eugene D’Souza (1963–1994)
- Paschal Topno SJ (1994–2007)
- Leo Cornelio SVD (2007–2021)
- Arockia Sebastian Durairaj SVD (seit 2021)